# ダリネレチェンスク
ダリネレチェンスク（ロシア語: Дальнере́ченск, ラテン文字転写: Dalnerechensk）は、ロシア連邦・沿海地方の町。人口は2万3613人（2021年）。
中国との国境に近い内陸の町で、ハバロフスクとウラジオストクの中間に位置し、シベリア鉄道の駅がある。町を流れるボルシャヤ・ウスルカ川は、すぐ下流でウスリー川に合流している。ウスリー川の対岸は黒竜江省虎林市に属している。
1895年に建設された。面積108 km2。市外局番は423-56。旧名はニマン（満州語: ᠨᡳᠮᠠᠨ, メレンドルフ転写: niman）またはイマン（ロシア語: Иман; 中国語: 伊曼, 拼音: Yīmàn）だが1972年の極東ロシア地域における地名変更で「遠い川の地」を意味する「ダリネレチェンスク」に改名された。

## 気候
沿海州中部に位置するが、気温はハバロフスクと同程度まで下がるため、緯度の割に寒冷な気候であると言える。降水量は沿海州内陸の他都市と比べても同程度である。
| ダリネレチェンスクの気候          | ダリネレチェンスクの気候 | ダリネレチェンスクの気候 | ダリネレチェンスクの気候 | ダリネレチェンスクの気候 | ダリネレチェンスクの気候 | ダリネレチェンスクの気候 | ダリネレチェンスクの気候 | ダリネレチェンスクの気候 | ダリネレチェンスクの気候 | ダリネレチェンスクの気候 | ダリネレチェンスクの気候 | ダリネレチェンスクの気候 | ダリネレチェンスクの気候 |
| 月                                | 1月                      | 2月                      | 3月                      | 4月                      | 5月                      | 6月                      | 7月                      | 8月                      | 9月                      | 10月                     | 11月                     | 12月                     | 年                       |
| --------------------------------- | ------------------------ | ------------------------ | ------------------------ | ------------------------ | ------------------------ | ------------------------ | ------------------------ | ------------------------ | ------------------------ | ------------------------ | ------------------------ | ------------------------ | ------------------------ |
| 最高気温記録 °C （°F）            | 2.7 (36.9)               | 5.9 (42.6)               | 17.6 (63.7)              | 27.8 (82)                | 32.9 (91.2)              | 32.9 (91.2)              | 34.6 (94.3)              | 36.8 (98.2)              | 29.7 (85.5)              | 26.5 (79.7)              | 18.9 (66)                | 8.8 (47.8)               | 36.8 (98.2)              |
| 平均最高気温 °C （°F）            | −14.4 (6.1)              | −9.6 (14.7)              | −0.4 (31.3)              | 11.4 (52.5)              | 19.1 (66.4)              | 23.6 (74.5)              | 26.7 (80.1)              | 25.8 (78.4)              | 20.2 (68.4)              | 12.1 (53.8)              | −0.4 (31.3)              | −11.3 (11.7)             | 8.57 (47.43)             |
| 日平均気温 °C （°F）              | −19.8 (−3.6)             | −15.6 (3.9)              | −6.1 (21)                | 5.0 (41)                 | 12.4 (54.3)              | 17.6 (63.7)              | 21.2 (70.2)              | 20.4 (68.7)              | 13.8 (56.8)              | 5.5 (41.9)               | −6.2 (20.8)              | −16.6 (2.1)              | 2.63 (36.73)             |
| 平均最低気温 °C （°F）            | −24.8 (−12.6)            | −21.3 (−6.3)             | −11.6 (11.1)             | −0.3 (31.5)              | 6.7 (44.1)               | 12.4 (54.3)              | 16.7 (62.1)              | 16.0 (60.8)              | 8.6 (47.5)               | 0.1 (32.2)               | −11.1 (12)               | −21.4 (−6.5)             | −2.5 (27.52)             |
| 最低気温記録 °C （°F）            | −42.0 (−43.6)            | −36.8 (−34.2)            | −31.8 (−25.2)            | −15.1 (4.8)              | −3.7 (25.3)              | 2.1 (35.8)               | 5.3 (41.5)               | 4.4 (39.9)               | −5.0 (23)                | −16.2 (2.8)              | −30.9 (−23.6)            | −38.2 (−36.8)            | −42 (−43.6)              |
| 降水量 mm （inch）                | 12.1 (0.476)             | 11.2 (0.441)             | 21.4 (0.843)             | 40.8 (1.606)             | 64.8 (2.551)             | 79.8 (3.142)             | 109.8 (4.323)            | 119.2 (4.693)            | 77.1 (3.035)             | 50.9 (2.004)             | 25.6 (1.008)             | 16.9 (0.665)             | 629.6 (24.787)           |
| 平均降水日数 （≥0.1 mm）          | 10.7                     | 8.4                      | 10.3                     | 11.3                     | 11.0                     | 10.5                     | 12.8                     | 11.9                     | 8.8                      | 11.0                     | 10.2                     | 13.1                     | 130                      |
| % 湿度                            | 74.2                     | 69.8                     | 64.6                     | 61.7                     | 63.9                     | 73.5                     | 80.8                     | 81.5                     | 75.5                     | 66.2                     | 69.2                     | 73.9                     | 71.23                    |
| 平均月間日照時間                  | 173.0                    | 193.0                    | 225.0                    | 202.0                    | 232.0                    | 226.0                    | 219.0                    | 203.0                    | 214.0                    | 198.0                    | 166.0                    | 150.0                    | 2,401                    |
| 出典1：climatebase.ru (1948-2011) |                          |                          |                          |                          |                          |                          |                          |                          |                          |                          |                          |                          |                          |
| 出典2：NOAA (sun only, 1961-1990) |                          |                          |                          |                          |                          |                          |                          |                          |                          |                          |                          |                          |                          |

## 経済
町の経済は木工企業に代表される。

## 歴史
越喜靺鞨が住むこの地を9世紀中盤、渤海が大仁秀の治世（818年 - 830年）に領有。以降もナナイ、ウデヘ、エヴェンキ、靺鞨といったトゥングース系民族の地であった。安遠府の都として寧州が置かれた。
1860年の北京条約でウスリー川以東は清領からロシア領となった。イマンの町がコサックによって建設されたのは1895年のことで、マツ、モミ、トウヒといった豊かな森林資源によりいちはやく林業の中心となった。

## 地理
町は小さな丘のある平地に位置し、ボルシャヤ・ウスルカ川（1972年までの旧名：イマン川）の湿地牧野と無数の湖沼と水路が町の北東部にある。マリノフカ川が町域を縦断する。晴天時には町のどこからでもシホテアリニ山脈の山脚を見ることができる。
タイガ、鉱泉、無数の河川や湖沼、晴天日の多さ、静寂で調和のとれた自然から観光名所となっている。

## その他
町にある記念碑の多くは1918年～1922年のロシア内戦と1945年の第二次世界大戦のものである。対岸の中国側には関東軍が築いた虎頭要塞がありイマンのシベリア鉄道鉄橋を睨んでいたが、ソ連の対日参戦後、激戦の末玉砕した。
また、1969年のダマンスキー島（中国語名：珍宝島）の中ソ国境紛争で死亡した国境警備隊も埋葬されている。